# Резанцев, Иван Арефьевич
Ива́н Аре́фьевич Реза́нцев (1817—?) — архитектор, академик архитектуры Императорской Академии художеств.

## Биография
Посторонний ученик Императорской Академии художеств. Получил медали Академии художеств: малая серебряная (1838) за «перспективу, изображающую внутренность комнаты», малую серебряную медаль (1839). Получил звание свободного художника (1839). Был признан «назначенным в академики» (1846). Избран в академики (1848) за «проект публичных бань».
Младший помощник главного архитектора Комиссии для построения Храма Христа Спасителя (c 1842). Архитектор Московской удельной конторы (1866—1879). Преподавал в Московском дворцовом архитектурном училище. В 1867 году был уволен от должности по храма Христа Спасителя, но до 1869 года продолжал безвозмездно работать на строительстве. Руководил работами по ремонту и перестройке зданий в царской резиденции усадьбе Усово (с 1867). Работал на перестройке дома Демидова (Гороховский пер., 4) под Межевой институт.
Удостоен звания почётного вольного общника Академии художеств (1868).
Похоронен на Ваганьковом кладбище.